# Суходольск (Азовский район)
Суходо́льск — посёлок в Азовском районе Ростовской области.
Входит в состав Самарского сельского поселения.

## География
Рядом с посёлком проходит дорога М4 «Дон».

## Население
| 1989 | 2002 | 2010 |
| ---- | ---- | ---- |
| 816  | ↗859 | ↘767 |

## Улицы
| - пер. Восточный, - ул. Зелёная, - ул. Малая, - ул. Ростовская, | - пер. Спортивный, - ул. Степная, - ул. Центральная, - ул. Школьная. |